# Helsingør IF
Le Helsingør Idrætsforening est un club omnisports fondé en 1899 situé à Elseneur au Danemark. Ses principales sections sont l’athlétisme, la gymnastique, le handball (Helsingør HF) et le football.

## Palmarès

### Section handball
Section féminine
- Finaliste de la Coupe des clubs champions en 1964
- Vainqueur du Championnat du Danemark (3) : 1963, 1983, 1984
- Vainqueur de la Coupe du Danemark (1) : 1982/83

Section masculine
- Vainqueur du Championnat du Danemark (5) : 1951, 1958, 1981, 1985, 1989
- Vainqueur de la Coupe du Danemark (4) : 1979/80, 1982/83, 1985/86, 1987/88

## Personnalités liées au club
- Joachim Boldsen (handball) : champion d'Europe 2008
- Mikkel Hansen (handball) : formé au club, élu meilleur handballeur mondial de l'année en 2011 et 2015
- Erik Jørgensen (athlétisme, 1500 mètre) : participant aux JO 1948
- Mads Junker (football) : 7 sélections en équipe nationale
- Solveig Langkilde (athlétisme, saut en hauteur) : participant aux JO 1972
- Henning Larsen (athlétisme) (athlétisme, marathon) : participant aux JO 1948
- Flemming Lauritzen (handball) : participant aux JO 1972
- Tobias Mikkelsen (Football) : 8 sélections en équipe nationale
- Steen Waage Petersen (handball) : participant aux championnats du monde 1954 et 1958 et entraîneur au championnat du monde 1964
- Aage Poulsen (athlétisme, 1500 mètre) : participant aux JO 1948
- Jens Erik Roepstorff (handball) : participant aux JO 1984